# Acolea concinnata
Acolea concinnata là một loài rêu tản trong họ Gymnomitriaceae. Loài này được (Lightf.) Dumort. miêu tả khoa học lần đầu tiên năm 1831.